# جميز
الجُمَّيْزُ أو الحَمَاطُ أو تِين فِرْعُون تين جميز أو سيقمور أو جميز (الاسم العلمي: Ficus sycomorus) هو نوع من النباتات يتبع جنس التين من الفصيلة التوتية.

## البيئة والانتشار
موطنه بلاد الشام ومصر.
شجرة كبيرة يهتم بها المصريون ويكثرون من زراعتها في الريف لإعطاء الظل وتنقية الجو من الأتربة. وهي من الأشجار المثمرة لنوع من التين. موطنها الأصلي الشرق الأوسط وشرق أفريقيا وجنوب الجزيرة العربية، ويُطلق عليها اسم شجر الرقاع وفي بعض المناطق شجر الثالق أو الابرا.

## الصور

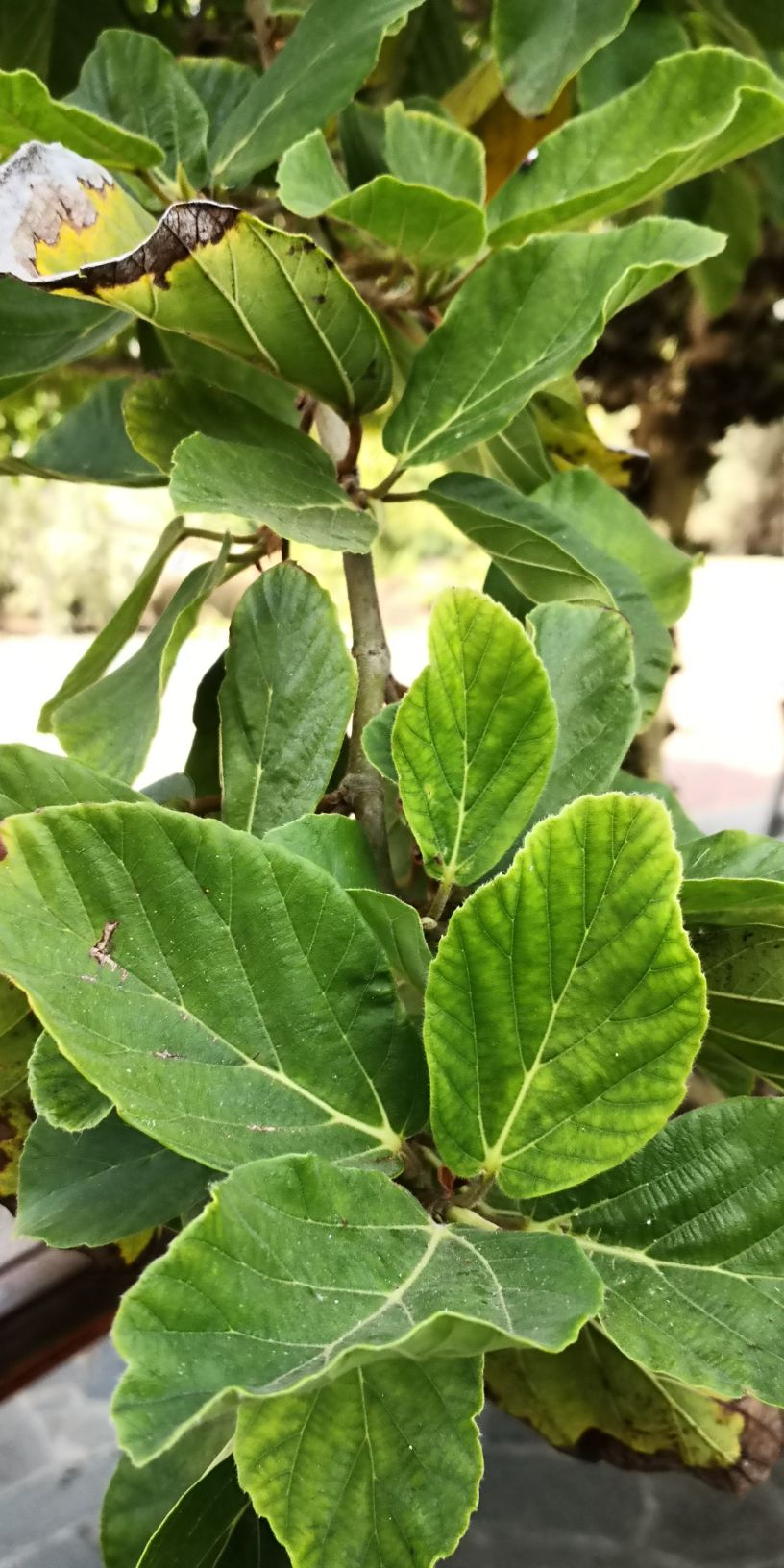
الأوراق
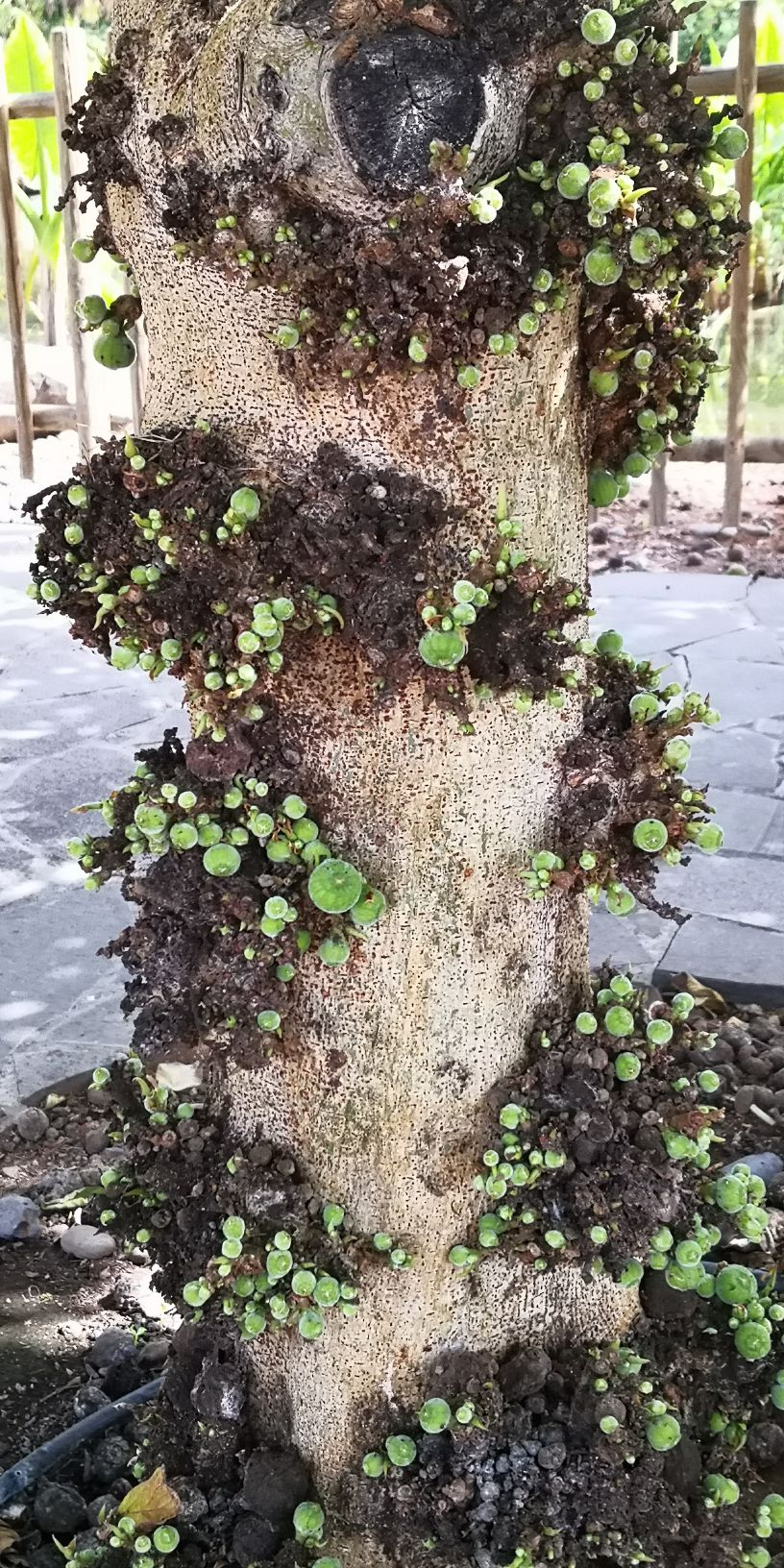
ثمارٌ فجة على الجذع
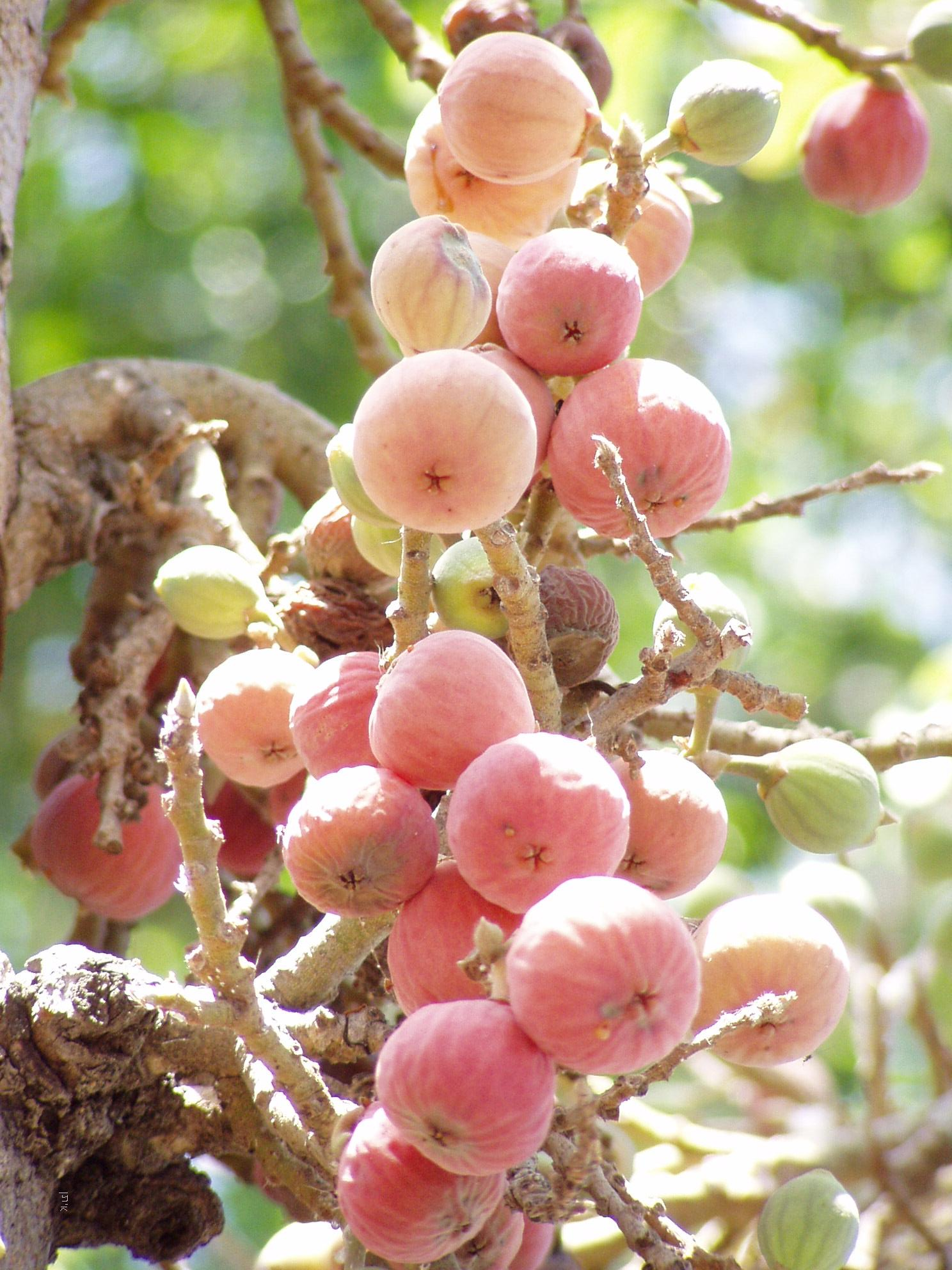
ثمار
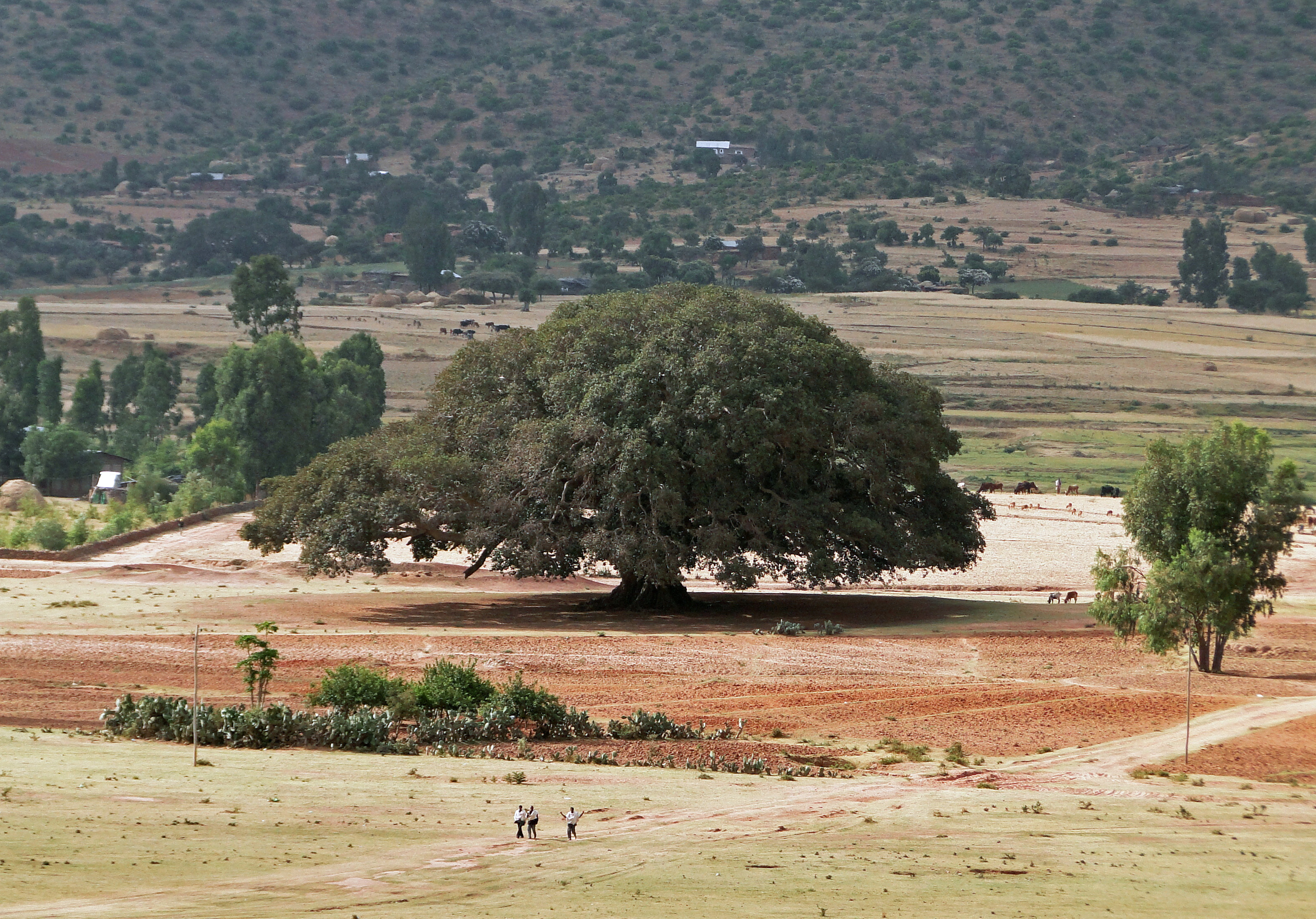
في إثيوبِية